# Breira
Breira (em árabe: بريرة) é uma cidade e comuna localizada na província de Chlef, Argélia. Segundo o censo de 2008, a população total da cidade era de 13 200 habitantes.